# Bosquet des Bains d'Apollon
Le bosquet des Bains d'Apollon est un décor des jardins du château de Versailles. Situé immédiatement à l'ouest du château, il est réalisé par Hubert Robert, dans l'esprit romantique sous le règne de Louis XVI, entre 1776 et 1778,.
En 1778, l'ancien « bosquet du Marais » créé par Jules Hardouin-Mansart en 1704 à l'instigation probable de Madame de Montespan, devient ainsi le bosquet des Bains d'Apollon.

## Sculptures

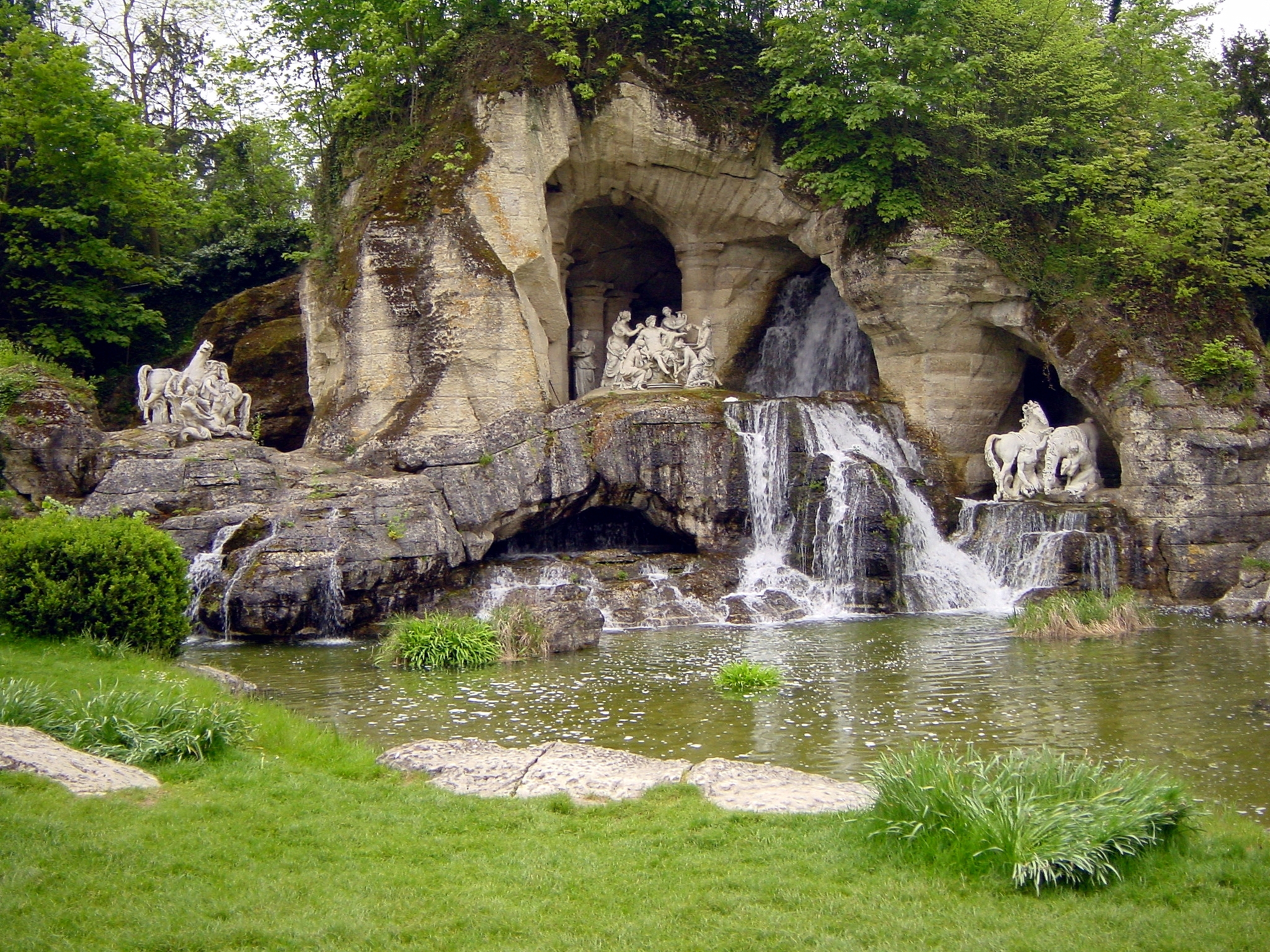
Disposition des sculptures dans la grotte.

En 1666, trois groupes sculptés sont commandés pour prendre place dans la partie inférieure d'un château d'eau, aménagé à partir de l'année précédente en grotte artificielle, la grotte de Téthys. Cette dernière fut détruite en 1684, préalablement à la construction de l'aile Nord du château de Versailles.
En 1704, les trois groupes furent installés au « bosquet de la Renommée », qui occupait l'angle nord-est du bosquet actuel et prit le nom de « bosquet des Bains d'Apollon » (à ne pas confondre avec le présent bosquet des Bains d'Apollon, postérieurement nommé). Pour protéger les œuvres, de frêles baldaquins de fer garnis d'ornements de plomb doré étaient achevés en 1705. 
En 1778, les statues furent déménagées dans le bosquet du Marais, remanié pour l'occasion et qui prend dès lors le nom de bosquet des Bains d'Apollon. Pour le réaménagement du bosquet, Hubert Robert conçoit une grotte artificielle au milieu un paysage verdoyant parsemé de cascades et petits bassins d’eau, dans le style anglo-chinois alors à la mode. 

### Groupe central
Apollon est accompagné de cinq nymphes, dans la grotte du bosquet des Bains-d'Apollon, dans les jardins de Versailles. 
En 1666, Girardon et Regnaudin furent rétribués pour la réalisation du groupe d’Apollon servi par les nymphes, un ensemble formé de sept statues, le premier chef-d'œuvre sculpté en marbre et sans doute le plus important pour Versailles. La figure centrale de la composition était librement inspirée de l’Apollon du Belvédère et évoquait aussi celle du Roi ; ainsi les deux artistes français réalisaient un « véritable manifeste de la sculpture moderne, digne de rivaliser avec les deux seuls groupes antiques de grande envergure alors connus, le Taureau Farnèse et les Niobides Médicis ». Cet ensemble fut achevé en 1675.

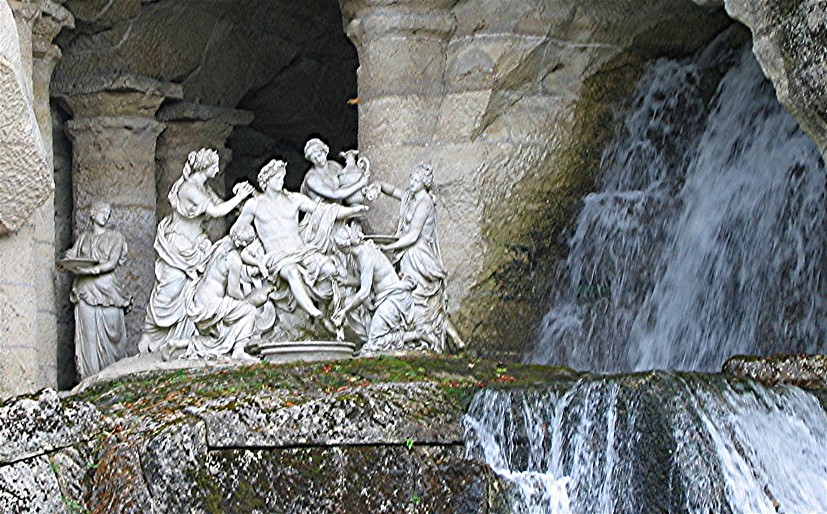
Bosquet des bains-d'Apollon, jardin de Versailles.
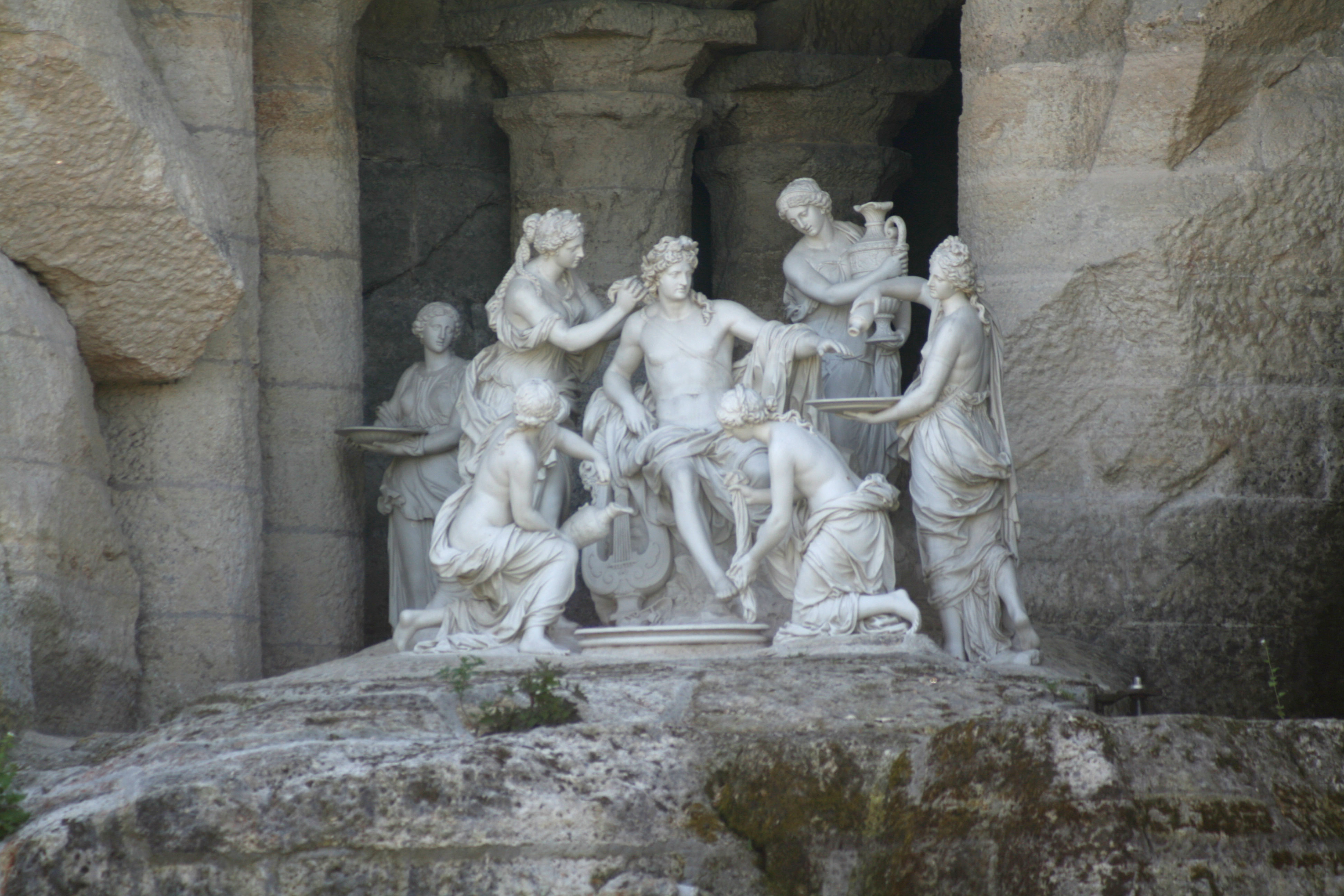
Apollon et cinq nymphes dans la grotte centrale du bosquet.

### LesChevaux du soleil
Deux groupes latéraux représentant les Chevaux du Soleil furent réalisés, le premier, représentant deux chevaux abreuvés par des tritons, par Gilles Guérin, le second, où les tritons tentent de retenir les chevaux qui se battent (l'un mord l'autre qui se cabre), par les frères Marsy qui remplacèrent Thibault Poissant dès décembre 1667. 

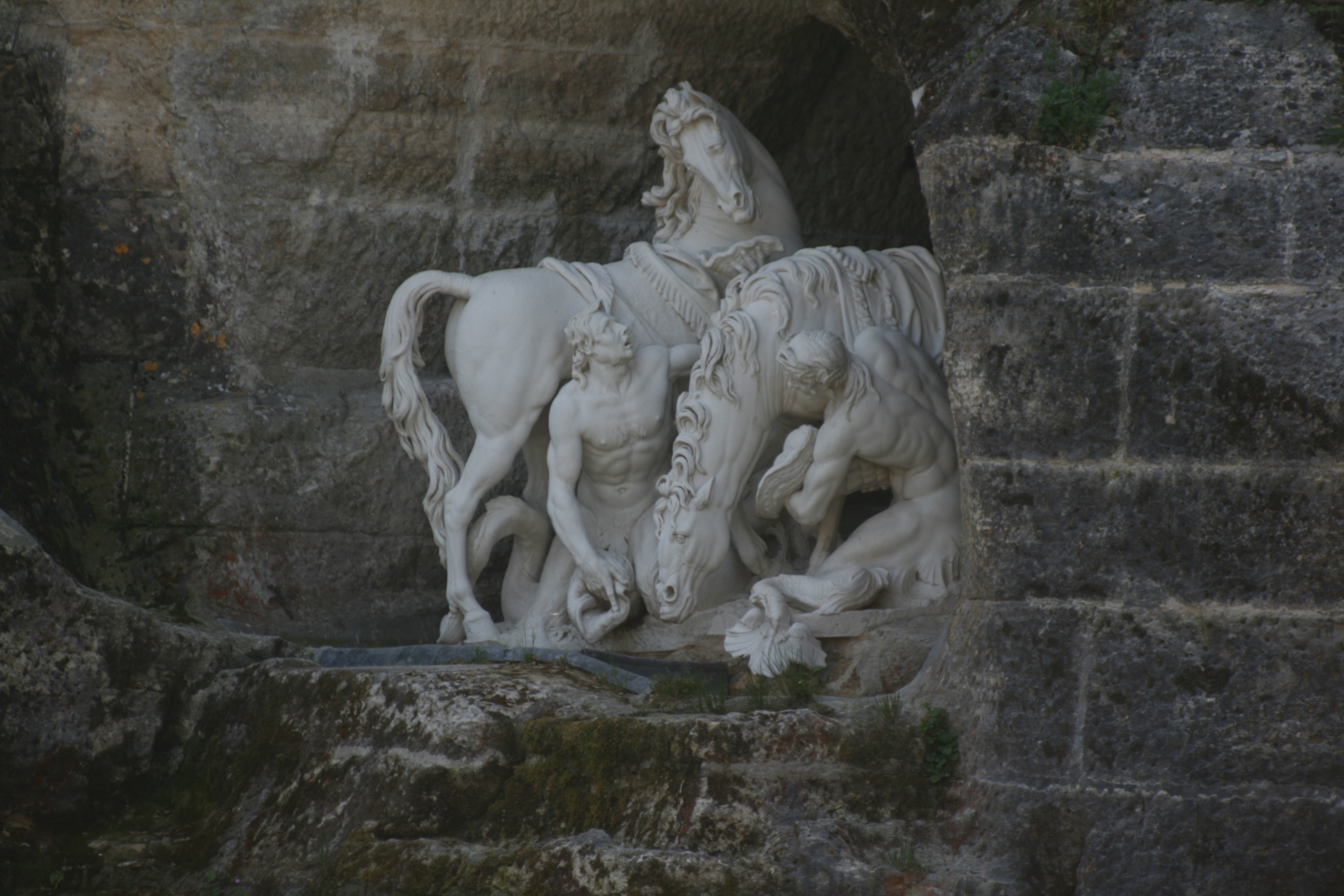
Chevaux du soleil, sur la droite du bosquet, par Guérin.
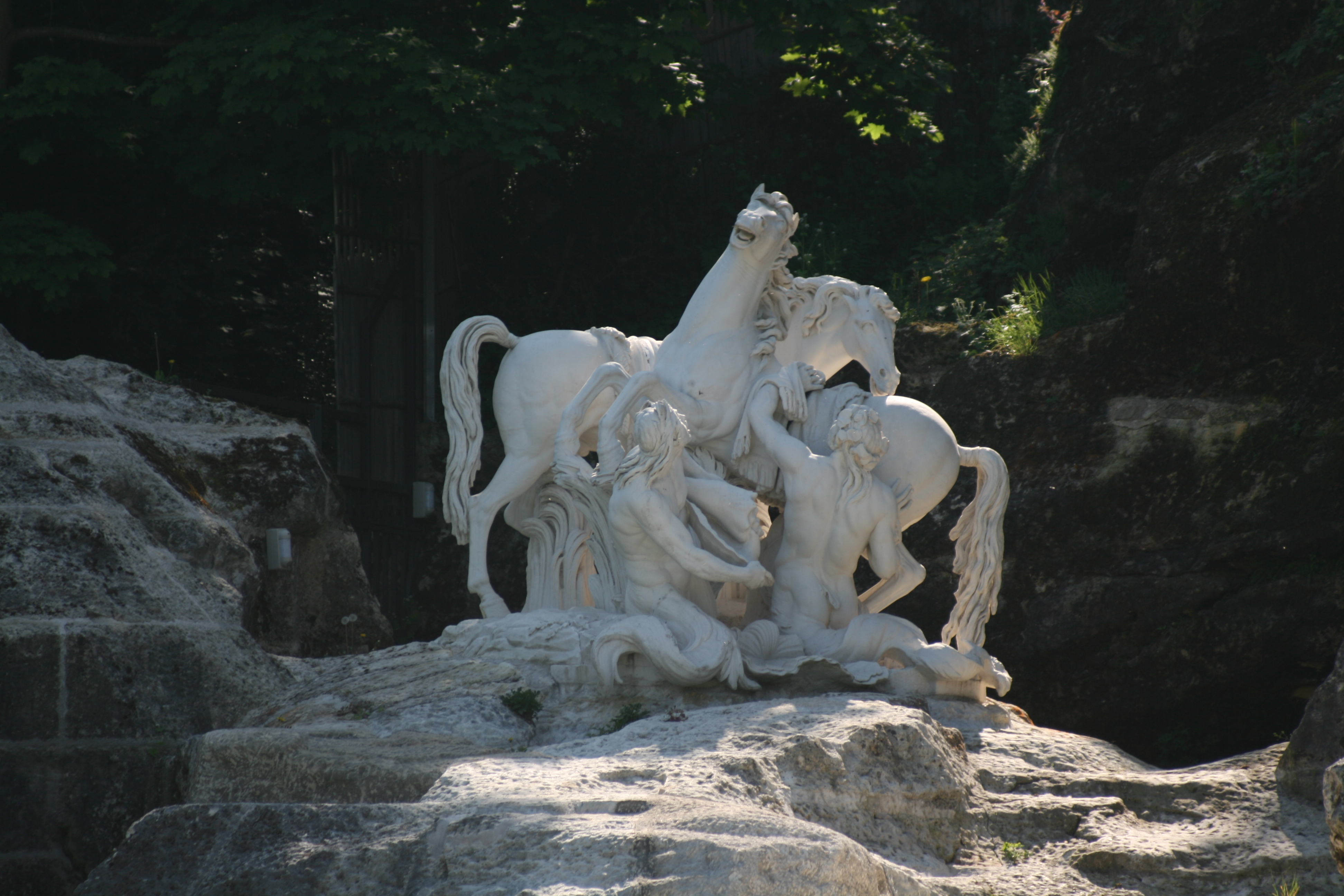
Chevaux du soleil, sur la gauche du bosquet, par Marsy[5].